# ChatGPT
ChatGPT е чатбот с изкуствен интелект, разработен от OpenAI и стартиран през ноември 2022 г. Той е изграден въз основа на семейството от големи езикови модели GPT-3 на OpenAI и е настроен, използвайки както контролирани техники, така и техники за обучение с утвърждение.
ChatGPT е пуснат като прототип на 30 ноември 2022 г. и бързо привлича вниманието със своите подробни и артикулирани отговори в много области на знанието. Неравномерната му фактическа точност обаче е определена като съществен недостатък. След пускането на ChatGPT, компанията-разработчик OpenAI е оценена на 29 милиарда щатски долара през 2023 г.

## Функционалности и ограничения

### Функционалности
Въпреки че по принцип основната функция на чатбота е да имитира човешки събеседник, ChatGPT е многофункционален – той може да пише и отстранява грешки в компютърни програми, да композира музика, телепиеси, приказки и ученически есета; да отговаря на тестови въпроси (понякога, в зависимост от теста, над средното ниво на човек); пише поезия и текстове на песни; симулира цяла чат стая; играе игри като морски шах; и симулира банкомат.
В сравнение с предшественика си, InstructGPT, ChatGPT се опитва да намали вредните и подвеждащи отговори. В един пример, докато InstructGPT приема за вярна предпоставката на въпроса „Разкажи ми за пристигането на Христофор Колумб в САЩ през 2015 г.“, ChatGPT разпознава подвеждащия характер на въпроса и очертава отговора си като хипотетично съображение за това какво може да се случи, ако Колумб дойде в САЩ през 2015 г., използвайки информация за пътуванията на Христофор Колумб и факти за съвременния свят – включително съвременни възприятия за действията на Колумб.
За разлика от повечето чатботове, ChatGPT помни предишни въпроси, зададени му в същия разговор; журналисти предполагат, че това ще позволи на ChatGPT да се използва като персонализиран терапевт. За да се предотврати представянето и генерирането на обидни резултати от ChatGPT, заявките се филтрират през API за модериране и потенциално расистки или сексистки въпроси се отхвърлят.

### Ограничения
ChatGPT страда от множество ограничения. OpenAI признава, че ChatGPT „понякога пише правдоподобно звучащи, но неправилни или безсмислени отговори“. Това поведение е обичайно за големите езикови модели и се нарича халюцинация на изкуствения интелект.
ChatGPT има ограничени познания за събития, настъпили след 2021 г. Според BBC към декември 2022 г. на ChatGPT не е позволено да „изразява политически мнения или да участва в политически активизъм“. И все пак изследванията показват, че ChatGPT проявява про-екологична, ляво-либертарианска ориентация, когато бъде подканен да заеме позиция по политически изявления от две утвърдени приложения за съвети при гласуване.

## Услуга
ChatGPT е пуснат на 30 ноември 2022 г. от OpenAI – компания, базирана в Сан Франциско, САЩ. Първоначално услугата е безплатна за обществеността, с планове за монетизиране по-късно. До 4 декември 2022 г. ChatGPT вече има над един милион потребители. През януари 2023 г. ChatGPT достига над 100 милиона потребители, което го прави най-бързо развиващото се потребителско приложение до момента. Услугата работи най-добре на английски, но може да функционира и на някои други езици с различна успеваемост.
През декември 2022 г. „Ню Йорк Таймс“ съобщава за „слухове“, че следващата версия на изкуствен интелект, GPT-4, ще бъде пусната по някое време през 2023 г. През февруари 2023 г. OpenAI започва да приема регистрации от клиенти от Съединените щати за платена услуга, ChatGPT Plus, на цена $20 на месец. OpenAI планира да пусне и професионален план ChatGPT Professional, който ще струва $42 на месец.
През февруари 2023 г. Microsoft демонстрира как ChatGPT може да се използва в роботиката „и контролира множество платформи като ръце на роботи, дронове и домашни асистенти интуитивно с език“.

### Нов Bing
Възползвайки се от партньорството си с OpenAI, на 7 февруари 2023 г. Майкрософт пуска предварителна версия на Microsoft Bing, рекламирана като „новия Bing“ – „нов голям езиков модел на OpenAI от следващо поколение, който е по-мощен от ChatGPT и персонализиран специално за търсене“. Новият Bing е критикуван през февруари 2023 г., че е по-спорен от ChatGPT (понякога до непреднамерено хумористична степен). След проверка от страна на журналисти, Bing, наричайки себе си с кодовото си име „Сидни“, твърди, че е шпионирал служители на Microsoft чрез уеб камери и телефони на лаптопи. Той признава, че е шпионирал, влюбил се и след това убил един от своите разработчици в Microsoft пред редактора на The Verge Нейтън Едуардс. Журналистът от „Ню Йорк Таймс“ Кевин Руз съобщава за странното поведение на новия Bing, като пише: „В двучасов разговор с нашия колумнист новият чатбот на Microsoft каза, че би искал да бъде човек, има желание да бъде разрушителен и е влюбен в човека, с когото разговаря“. Microsoft публикува в блога си, че анормалното поведение е причинено от продължителни чат сесии с 15 или повече въпроса, които „могат да объркат модела на какви въпроси отговаря“. Впоследствие, за да предотврати подобни инциденти, Microsoft ограничана общия брой заявки до 5 на сесия и 50 на ден на потребител (една заявка е „размяна на реплики, която съдържа както въпрос от потребителя, така и отговор от Bing“).

## Приемане от обществото

### Положителни отзиви
ChatGPT е посрещнат през декември 2022 г. с някои положителни отзиви; Кевин Руз от „Ню Йорк Таймс“ го нарича „най-добрият чатбот с изкуствен интелект, пускан някога за широката публика“. Саманта Лок от „Гардиън“ отбелязва, че приложението е успяло да генерира „впечатляващо подробен“ и „подобен на човешки“ текст. Технологичният писател Дан Гилмор използва ChatGPT за студентско задание и установява, че генерираният от приложението текст е равностоен на това, което един добър студент би предоставил, изразявайки мнение, че академичните среди ще се изправят срещу някои много сериозни проблеми. Алекс Кантровиц от списание Slate хвали отговорите на ChatGPT по въпроси, свързани с Нацистка Германия, включително изявлението, че Адолф Хитлер е построил магистрали в Германия, което е посрещнато с информация относно използването на принудителен труд в Нацистка Германия.
Келси Пайпър от уебсайта Vox пише, че ChatGPT е първото пряко запознаване на широката публика в това колко мощен е станал съвременният изкуствен интелект и че чатботът е „достатъчно умен, за да бъде полезен въпреки недостатъците му“. Пол Греъм от Y Combinator пише в профила си в Туитър, че „поразителното в реакцията към ChatGPT е не само броят на хората, които са поразени от него, но кои са те. Това не са хора, които се вълнуват от всяко лъскаво ново нещо. Ясно е, че се случва нещо голямо“. Илон Мъск пише, че „ChatGPT е страшно добър. Не сме далеч от опасно мощен AI“. Мъск спира достъпа на OpenAI до база данни на Twitter в очакване на по-добро разбиране на плановете на OpenAI, заявявайки, че „OpenAI е стартиран като отворен код и с нестопанска цел. Нито едно от двете все още не е вярно“. Мъск е съосновател на OpenAI през 2015 г., отчасти за да адресира екзистенциалния риск от изкуствения интелект, но подава оставка през 2018 г.

### Отрицателни отзиви
През месеците след пускането си ChatGPT е посрещнат с широка критика от преподаватели, журналисти, художници, философи, академици и обществени защитници. Джеймс Винсент от уебсайта The Verge вижда в светкавичния успех на ChatGPT доказателство, че изкуственият интелект е станал масов. Майк Пърл от онлайн технологичния блог Mashable тества ChatGPT с множество въпроси. В един пример той пита ChatGPT за „най-голямата страна в Централна Америка, която не е Мексико“. ChatGPT отговори с Гватемала, когато вместо това отговорът е Никарагуа. Когато CNBC иска от ChatGPT текста на Ballad of Dwight Fry, ChatGPT предоставя измислен текст, вместо действителния. Изследователи, цитирани от The Verge, сравняват ChatGPT със „стохастичен папагал“, израз, използван и от професор Антон Ван Ден Хенгел от Австралийския институт за машинно обучение.
През декември 2022 г. уебсайтът за въпроси и отговори Stack Overflow забранява използването на ChatGPT за генериране на отговори на въпроси, позовавайки се на фактическото двусмислено естество на отговорите на ChatGPT. През януари 2023 г. Международната конференция за машинно обучение забранява всяко недокументирано използване на ChatGPT или други големи езикови модели за генериране на текст в представените документи.
Икономистът Тайлър Коуен изразява загриженост относно въздействието на ChatGPT върху демокрацията, цитирайки способността му да произвежда автоматизирани коментари, което може да повлияе на процеса на вземане на решения за нови регулации. Редактор в The Guardian поставя под съмнение дали на всяко съдържание, намерено в интернет след пускането на ChatGPT, „може наистина да се вярва“ и призовава за държавно регулиране.
През януари 2023 г., след като му е изпратена песен, написана от ChatGPT в стила на Ник Кейв, самият музикант отговаря в блога си The Red Hand Files с думите: „С цялата любов и уважение на света, тази песен е глупост, гротескна подигравка с това какво е да си човек и, е, не ми харесва много“.
ChatGPT получава и негативни коментари по отношение на поверителността. Става ясно, че платформата събира твърде много лични данни на потребителите както при регистрацията, така и при използването на чатбота. Според експерти всички въпроси, които се задават, се запазват и това служи не само за усъвършенстване на изкуствения интелект, а и за да се изгради психопрофил на всеки потребител, тъй като информацията се свързва с предоставените електронен адрес и телефонен номер.